# باب العسة (ولاية تلمسان)
باب العسة إحدى بلديات دائرة باب العسة بولاية تلمسان الجزائرية.